# Eliza Sturge
Eliza Mary Sturge (Birmingham, 1842 - Edgbaston, 1905) fue una activista británica por los derechos de las mujeres con sede en Birmingham. Fue la primera mujer elegida para la junta escolar de Birmingham en 1873.

## Biografía
Sturge nació en Edgbaston, su madre era Mary Darby, nacida en Dickinson, y su padre era Charles Sturge, fue alcalde de Birmingham. Provenía de una importante familia cuáquera. Su tía era la pacifista Sophia Sturge y su tío Joseph Sturge fue un destacado abolicionista.
En 1868 se formó la Sociedad de Sufragio Femenino de Birmingham, Birmingham Women's Suffrage Society, (BWSS)  y en 1871 Sturge se convirtió en su secretaria. Relacionada con la Sociedad Nacional para el Sufragio de la Mujer, que con el tiempo se convirtió en la Unión Nacional de Sociedades de Sufragio de la Mujer (NUWSS), aunque fue una organización sufragista que las sufragistas no comenzaron hasta 1903. Ascendió a vicepresidenta de la BWSS y habló con frecuencia sobre el sufragio femenino. Señaló que la galantería que recibió su sexo no sustituyó al derecho al voto. En 1871 usó la frase "Cuando era necesario decir las palabras y hacer las acciones. . . "  En 1872, Sturge como presidenta de BWSS, pronunció un conmovedor discurso en apoyo de que las mujeres obtuvieran el voto en la misma plataforma que Millicent Fawcett en el Ayuntamiento de Birmingham. Los discursos se publicaron posteriormente como folletos. En 1873, los liberales la agregaron a la lista de candidatos para formar parte de las juntas escolares. Fue elegida en tercer lugar. Se dijo que sus contribuciones durante su tiempo en la junta fueron impresionantes, pero sus puntos de vista fueron frecuentemente eclipsados por el patriarcado masculino existente. Se retiró en 1876 para concentrarse más en el sufragio femenino.
Sturge murió en Edgbaston en 1905 en la casa de su sobrina Mary. Mary Sturge pudo certificar la muerte de su tía debido a su educación como médica, se convirtió en cirujana ese año de 1905. Mary heredó todo el legado de Eliza incluida la posibilidad de votar en 1918.

## Otras lecturas
- "Hechos, no palabras" - Sufragistas y sufragistas olvidados de Birmingham. De 2018, Nicola Gauld[6]